# Hygrolycosa alpigena
Hygrolycosa alpigena là một loài nhện trong họ Lycosidae.
Loài này thuộc chi Hygrolycosa. Hygrolycosa alpigena được Yu & Da-xiang Song miêu tả năm 1988.